# Jean-Martial Azaïs
Pour les articles homonymes, voir Azaïs.
Jean-Martial Azaïs (2 janvier 1794, Espérausses - 1er juillet 1863, Toulouse), est un magistrat et homme politique français.

## Biographie
Il était, en 1818, substitut du procureur du roi au tribunal de Saint-Pons (Hérault), et fut élu, le 3 janvier 1835, à la Chambre des députés, par le 5e collège électoral de l'Hérault, en remplacement du maréchal Soult, qui avait opté pour un autre collège. Il se rangea, dès son arrivée au Palais Bourbon, parmi les membres de la majorité conservatrice, et, réélu les 4 novembre 1837, 2 mars 1839, 5 décembre 1840, ne se sépara jamais du pouvoir. Jean-Martial Azaïs se prononça pour l'adresse amendée de 1839 et soutint le cabinet Molé. 
Nommé en 1831 Président du Tribunal Civil de Saint-Pons, puis, en 1840, conseiller à la Cour royale de Montpellier, et en 1842 à la Cour de Toulouse. Membre du Conseil Général de Lacaune.